# Ermita de Nuestra Señora de Gracia (Castielfabib)
La ermita de Nuestra Señora de Gracia (también, ermita de la Virgen de Gracia) se halla junto al cementerio municipal de Castielfabib, provincia de Valencia (Comunidad Valenciana, España). 

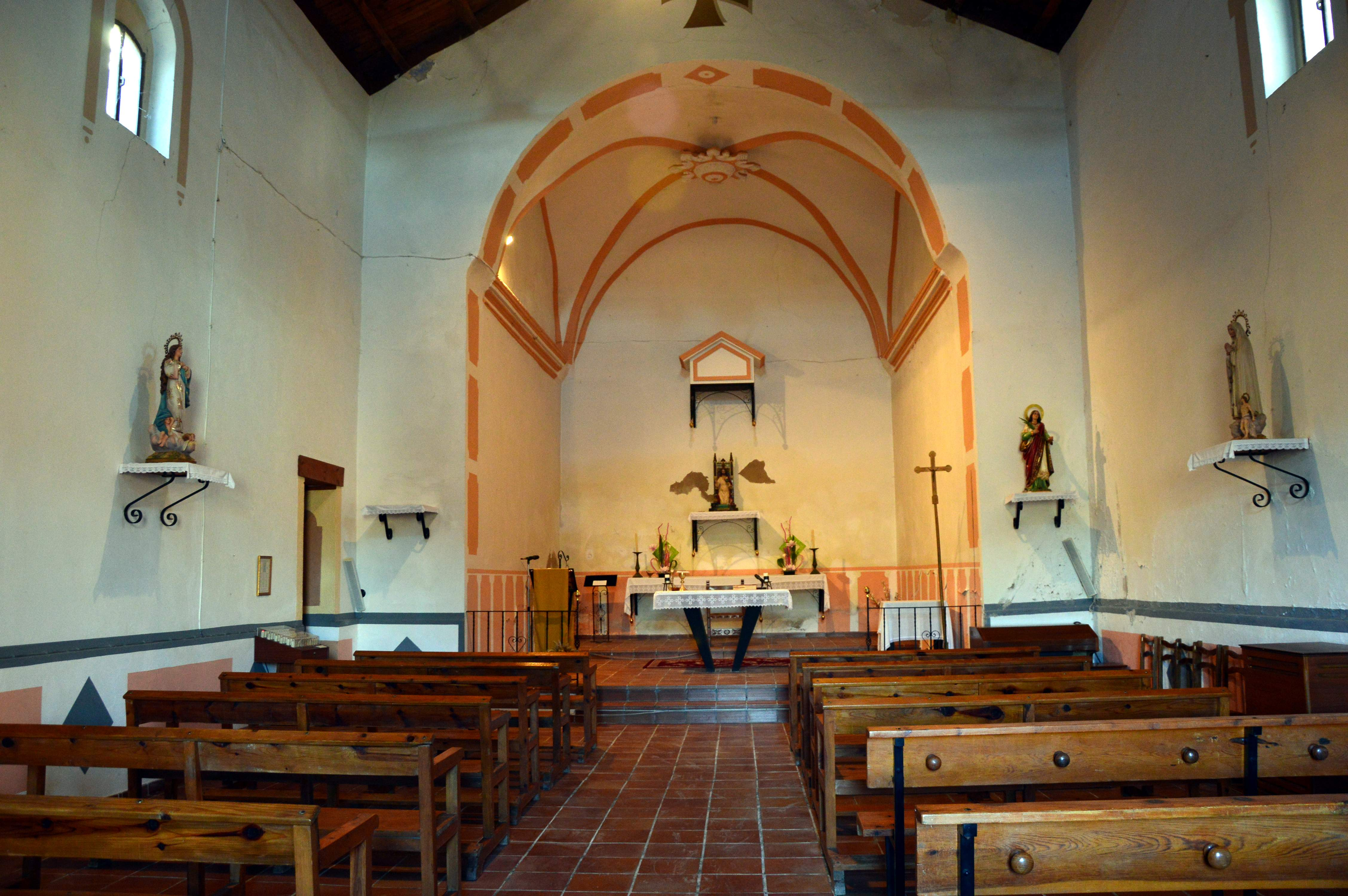
Nave de la Ermita de la Virgen de Gracia (Castielfabib, Valencia), con el presbiterio al fondo (2018).

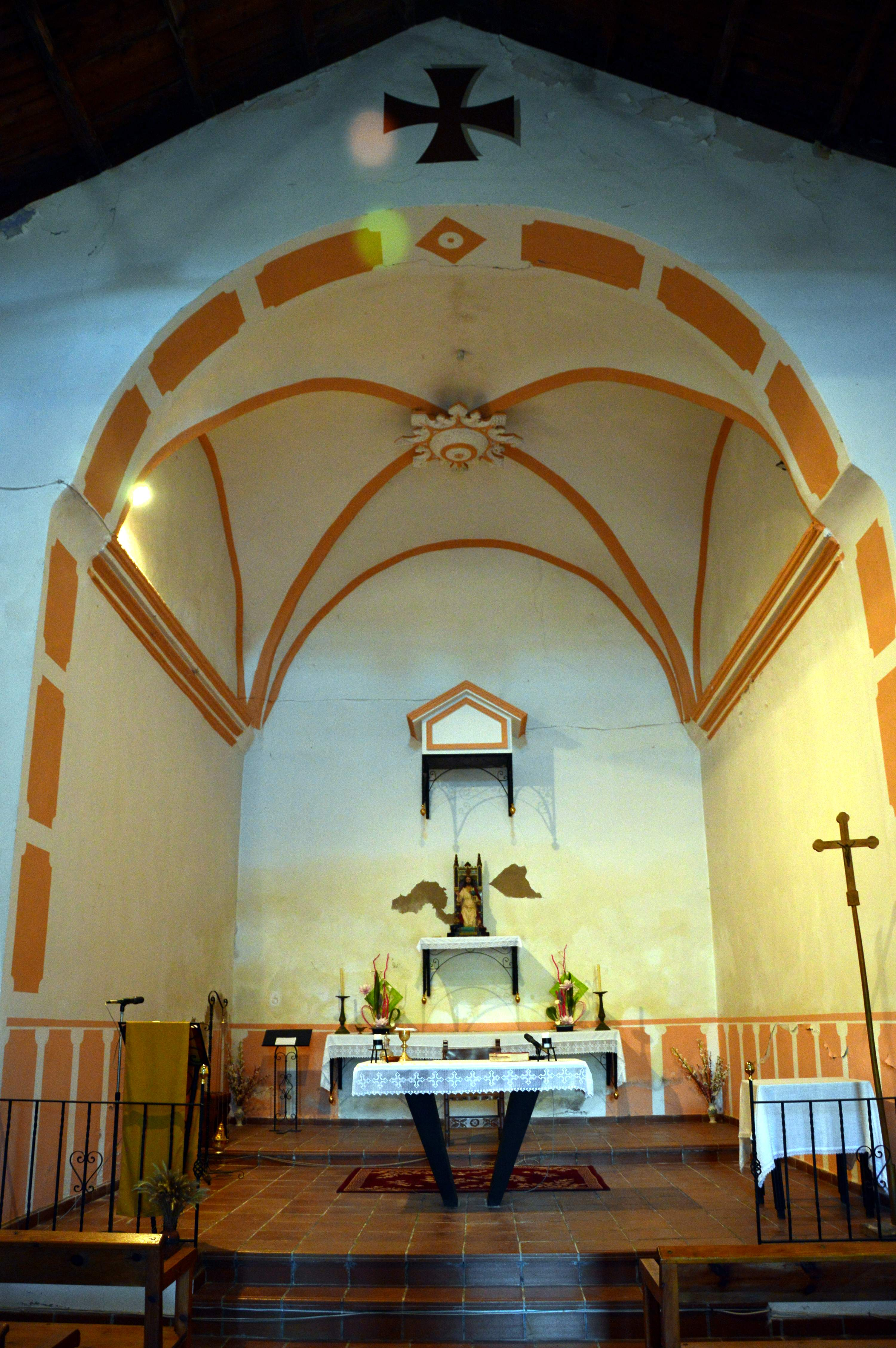
Presbiterio de la Ermita de la Virgen de Gracia (Castielfabib, Valencia), con detalle del intradós del arco y arquería gótica de la cúpula (2018).

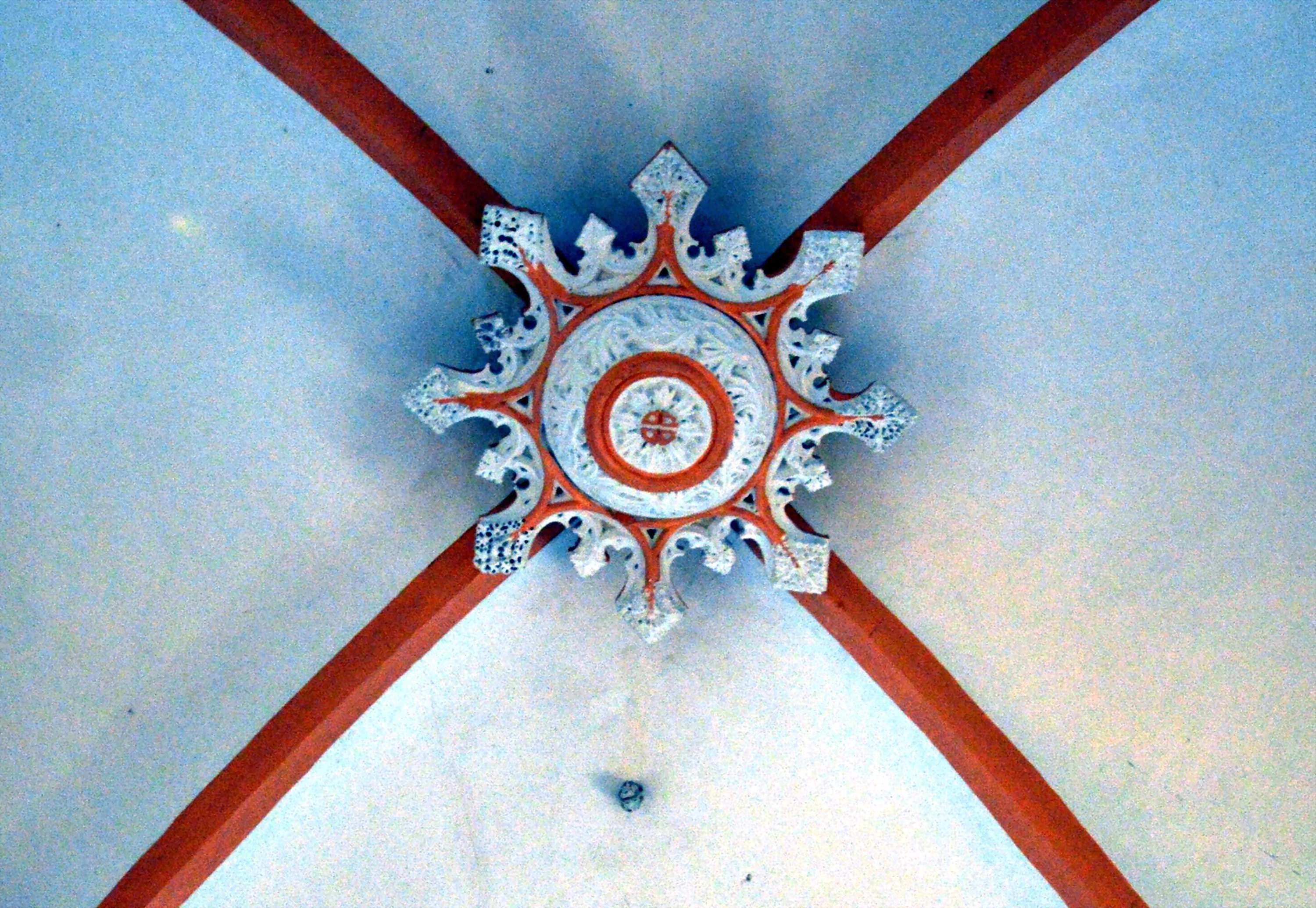
Arquería de la cúpula del presbiterio en la Ermita de la Virgen de Gracia (Castielfabib, Valencia), con detalle del florón central (2018).

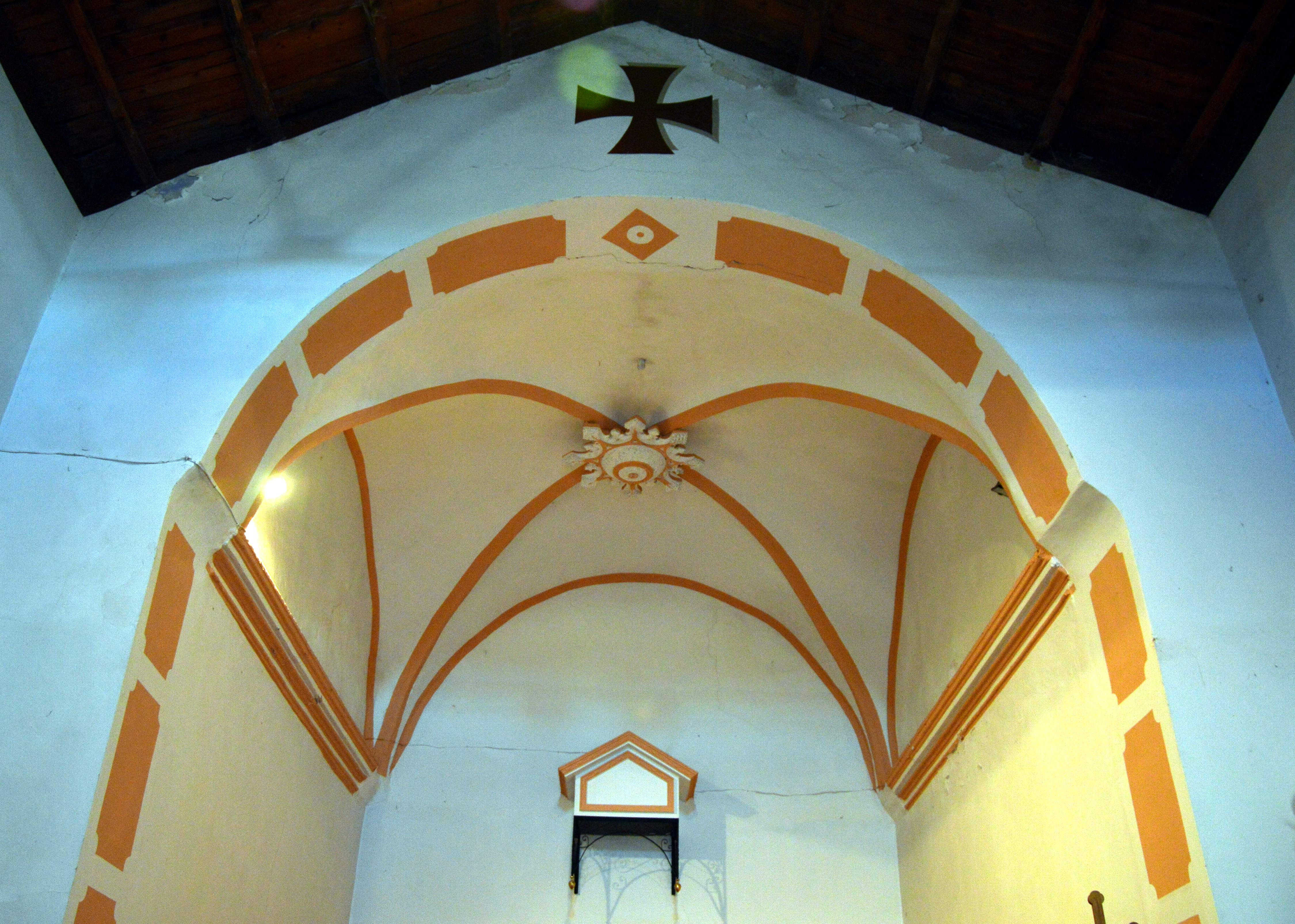
Arco toral y arquería gótica

Es Bien de Relevancia Local con identificador número 46.09.092-002.

## Historia
Castielfabib fue la única villa de la comarca del Rincón de Ademuz que acogió en su término órdenes monásticas. Una de las primeras en asentarse fue la orden Agustina, que llegó a la villa en la última década del siglo XIV: Juan I de Aragón, autoriza a la «Orden de los Hermitaños de San Agustín» para poder adquirir y poseer bienes de realengo en Castielfabib (1 de abril de 1394). Los agustinos fundaron entonces el convento de Nuestra Señora de Gracia, advocación característica de esta congregación. A comienzos de la siguiente centuria, Martín I el Humano, otorga la confirmación de las «Ordinaciones de la Cofradía de Santa María de Gracia» de Castielfabib (15 de marzo de 1402).
En el siglo XVI los monjes agustinos ya habían abandonado el monasterio, cuyas dependencias (claustro, refectorio, etc) pronto caerían en decadencia. De todo el complejo, en la actualidad únicamente queda en pie su capilla, convertida en ermita, bajo el mismo título que ostentó originalmente: Virgen de Gracia.
Dada la particular situación de la Iglesia parroquial de Nuestra Señora de los Ángeles de Castielfabib, que no permitía muchas inhumaciones ni dentro ni fuera del templo, la ermita de Gracia se convertiría, especialmente desde el siglo XVI, en el habitual lugar de enterramiento en la villa. Dicha tradición se mantiene actualmente en el camposanto adosado al muro del edificio.
Mediado el siglo XIX, Pascual Madoz (1847) hace mención de la ermita, nombrándola como «Ntra. Sra. de Gracia», situándola «cerca de la villa».
Como las demás iglesias y ermitas del término, durante la Revolución Española de 1936, la ermita fue saqueada, destruyendo sus elementos mueble y ornamentales.

## Ubicación y descripción
El periodista y escritor Luis B. Lluch Garín (1966) hizo la primera y más completa descripción de la ermita, «situada en una pequeña ladera cerca del pueblo»:

«La Ermita es un edificio alargado, de paredes blancas, con tejado a dos aguas y un cuerpo saledizo con tejadillo, que es la sacristía./ La puerta de entrada, de arco rebajado, bordeada por un fajón, tiene las maderas con adornos de clavo de cabeza formando una cruz. Hay a la derecha una pequeña ventanita con reja, y debajo, la rendija de un viejo buzón o cepillo para las limosnas de los devotos. De la Ermita arrancan las tapias del cementerio, que están pintadas de blanco, con una ancha albardilla de tejas rojas, por las que asoman, quietas y puntiagudas, las copas en línea de unos cipreses jóvenes. [...] El techo, de barraca, es un sencillo artesonado sostenido por dos cuchillos de hierro con tornapuntas.La capilla está pintada de blanco, con un arrimadero de color rosa. La entrada al presbiterio se estrecha por un arco de medio punto, adornado con una sencilla cornisa. De ella parten cuatro nervios que se entrecruzan en lo alto, componiendo un florón y dejando en sus huecos tres lunetos».
Ermitas y paisajes de Valencia, Luis B. Lluch Garín

El edificio es de amplias dimensiones, especialmente si lo comparamos con otras ermitas del término. Tiene una sencilla planta rectangular, de nave única, sin capillas laterales y con un espacioso presbiterio. Este último destaca en altura y se cubre con una interesante bóveda en estilo gótico valenciano, en cuyo centro resalta un florón de tracerías ricamente esculpidas. Posee una pequeña sacristía adosada al muro del Evangelio.

## Campana
Posee una campana situada en una hornacina embebida de la fachada principal, de nombre «María», fundida ca.1550 -diámetro de boca: 31 cm, peso: 17 kg-: por seguridad, se conserva en la Casa de la Villa.-

## Galería

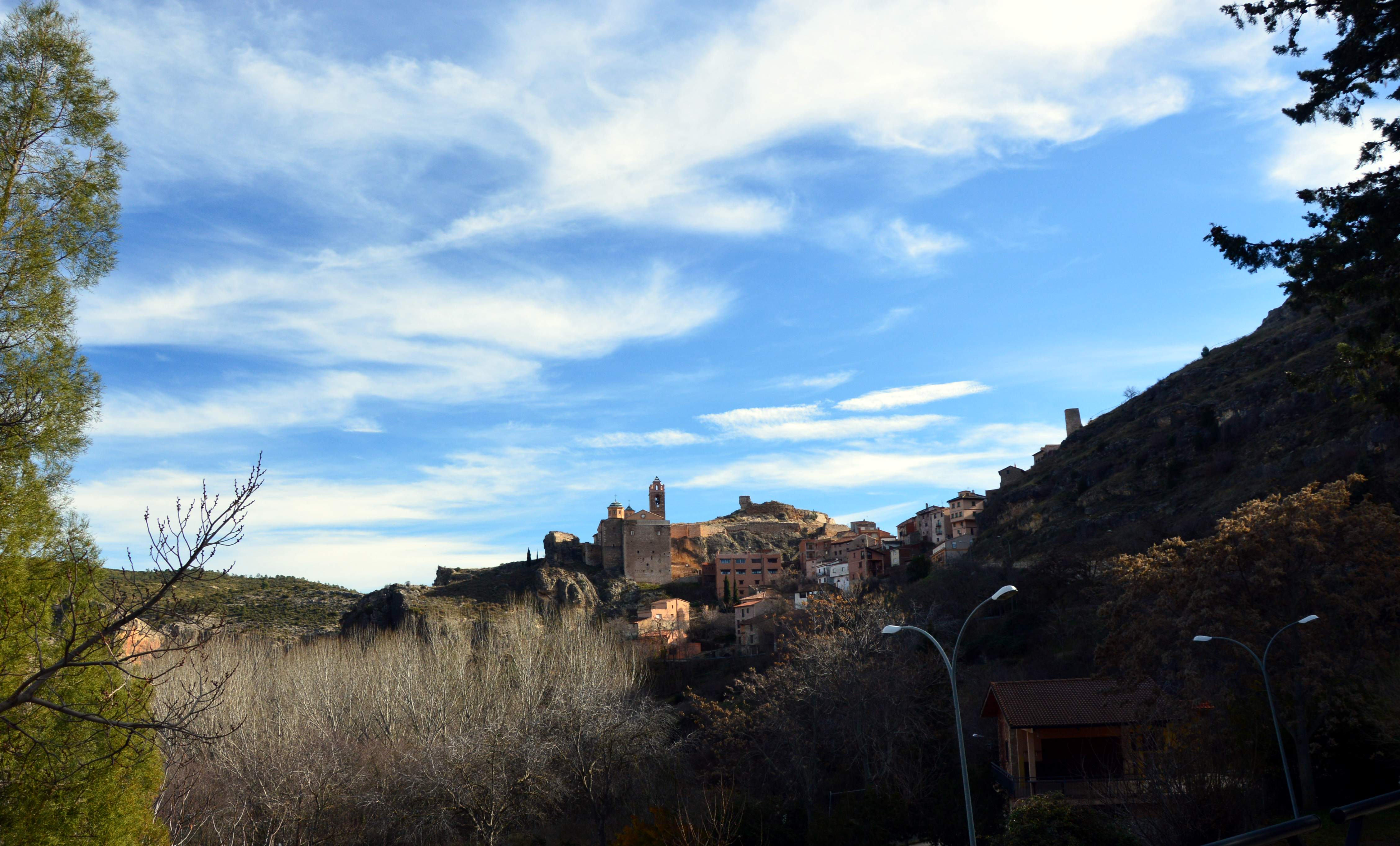
Vista parcial (noroccidental) del caserío de Castielfabib, desde la Ermita de la Virgen de Gracia (2018).
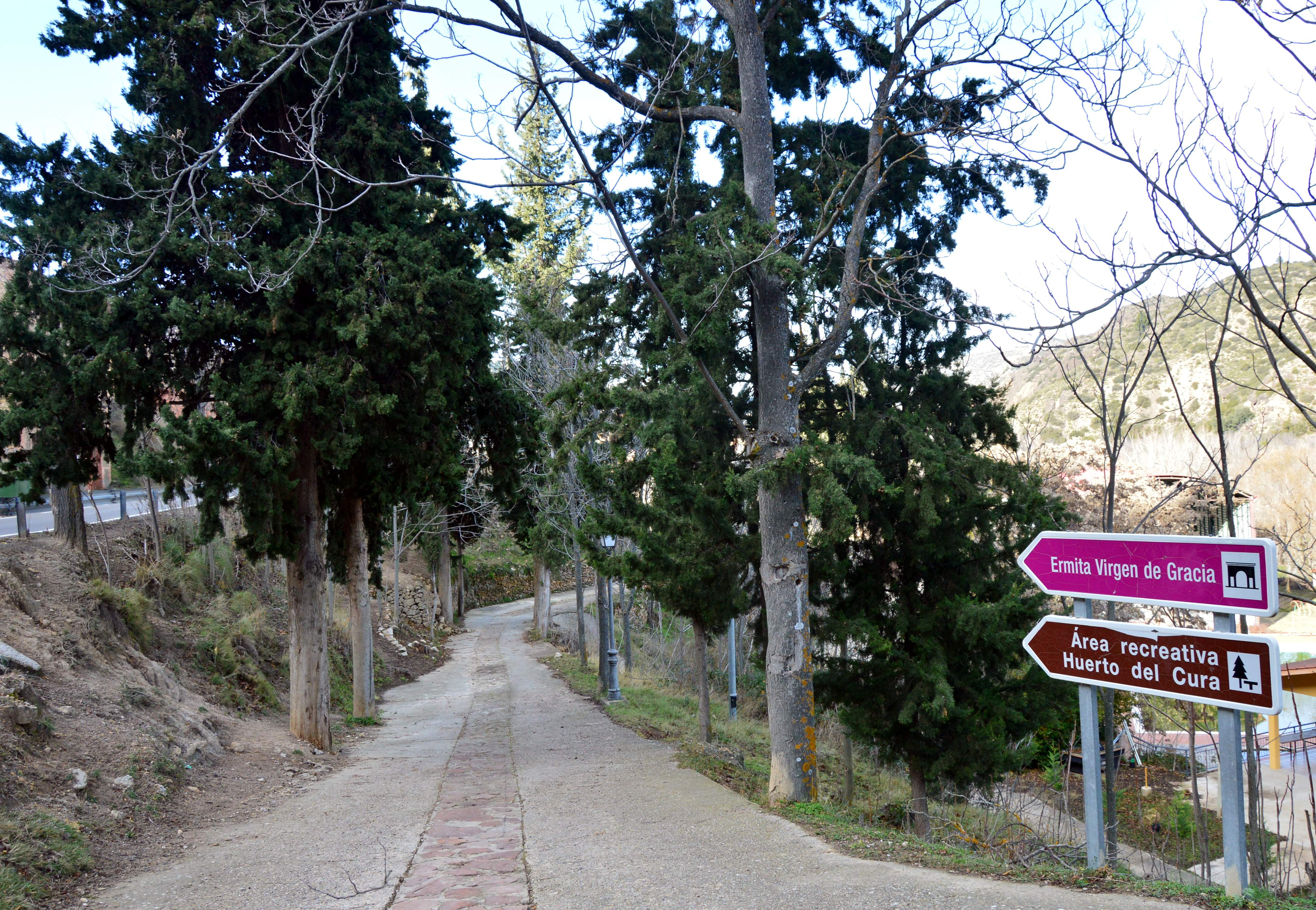
Bajada a la Ermita de la Virgen de Gracia (Castielfabib, Valencia), desde la CV-479 (2018).
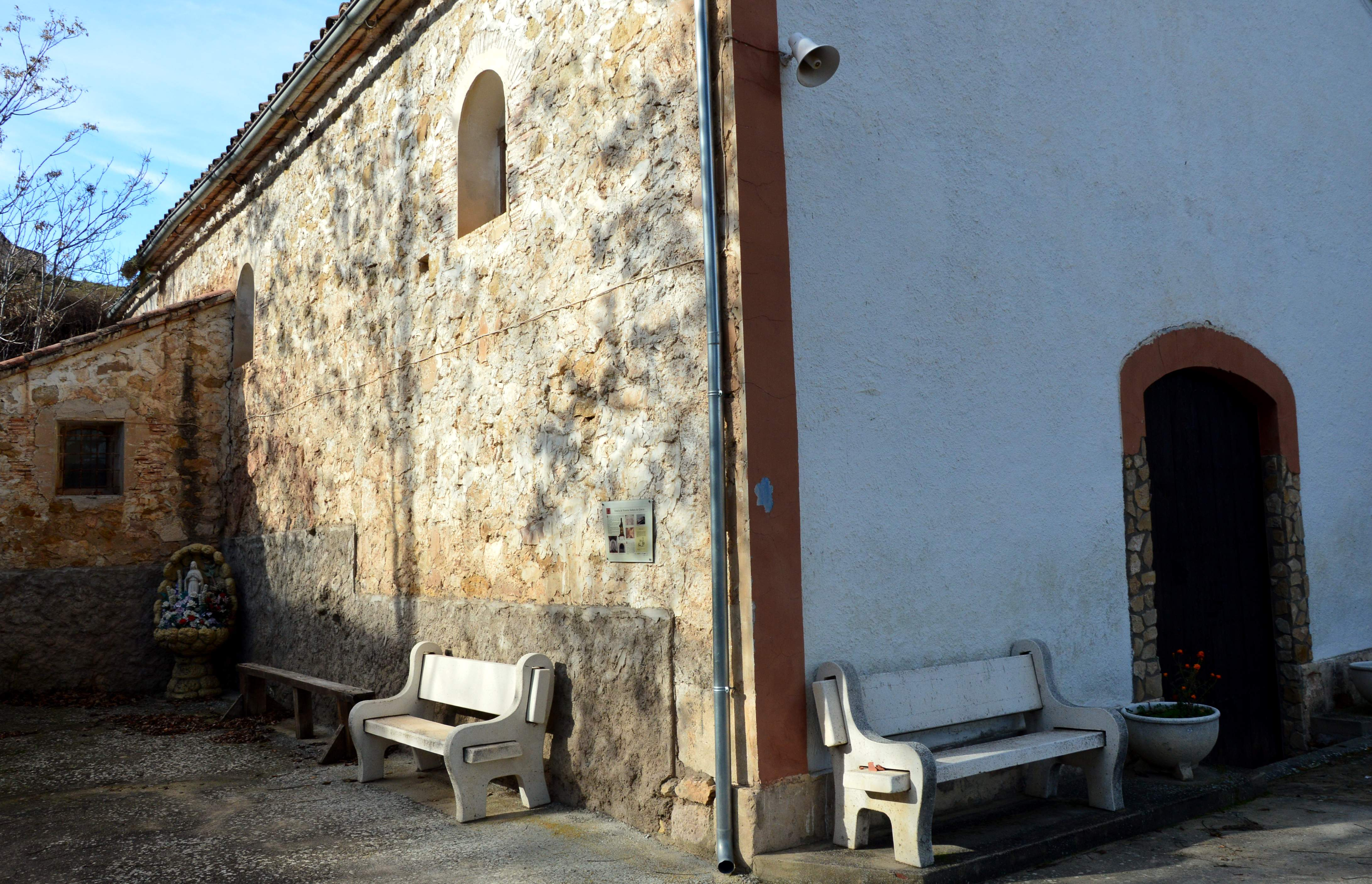
Vista parcial (suroriental) de la Ermita de la Virgen de Gracia (Castielfabib, Valencia), 2018.
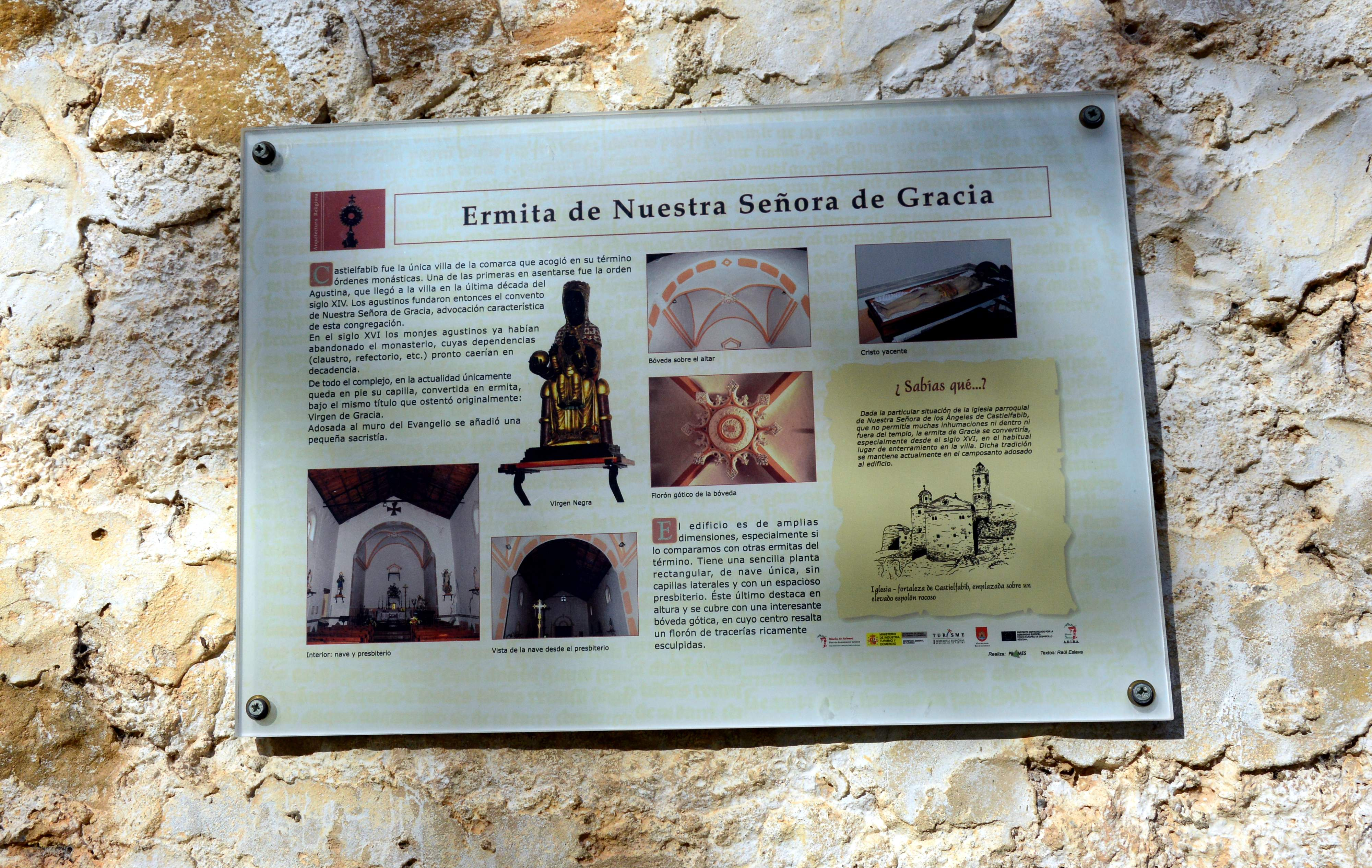
Panel informativo situado en la fachada meridional de la Ermita de la Virgen de Gracia (Castielfabib, Valencia), 2018.
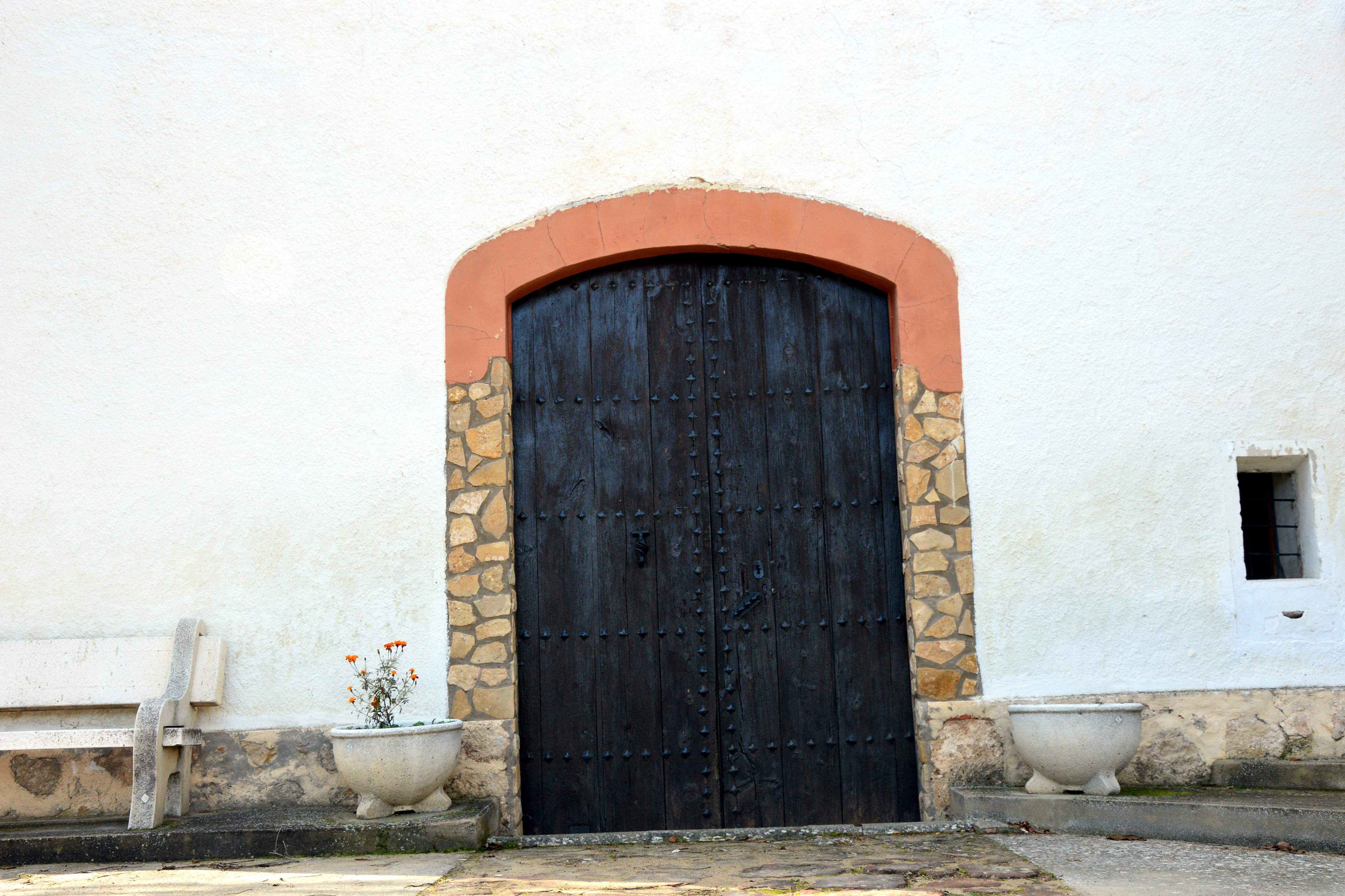
Vista parcial de la fachada de la Ermita de la Virgen de Gracia (Castielfabib, Valencia), con detalle del arco rebajado de la entrada (2018).
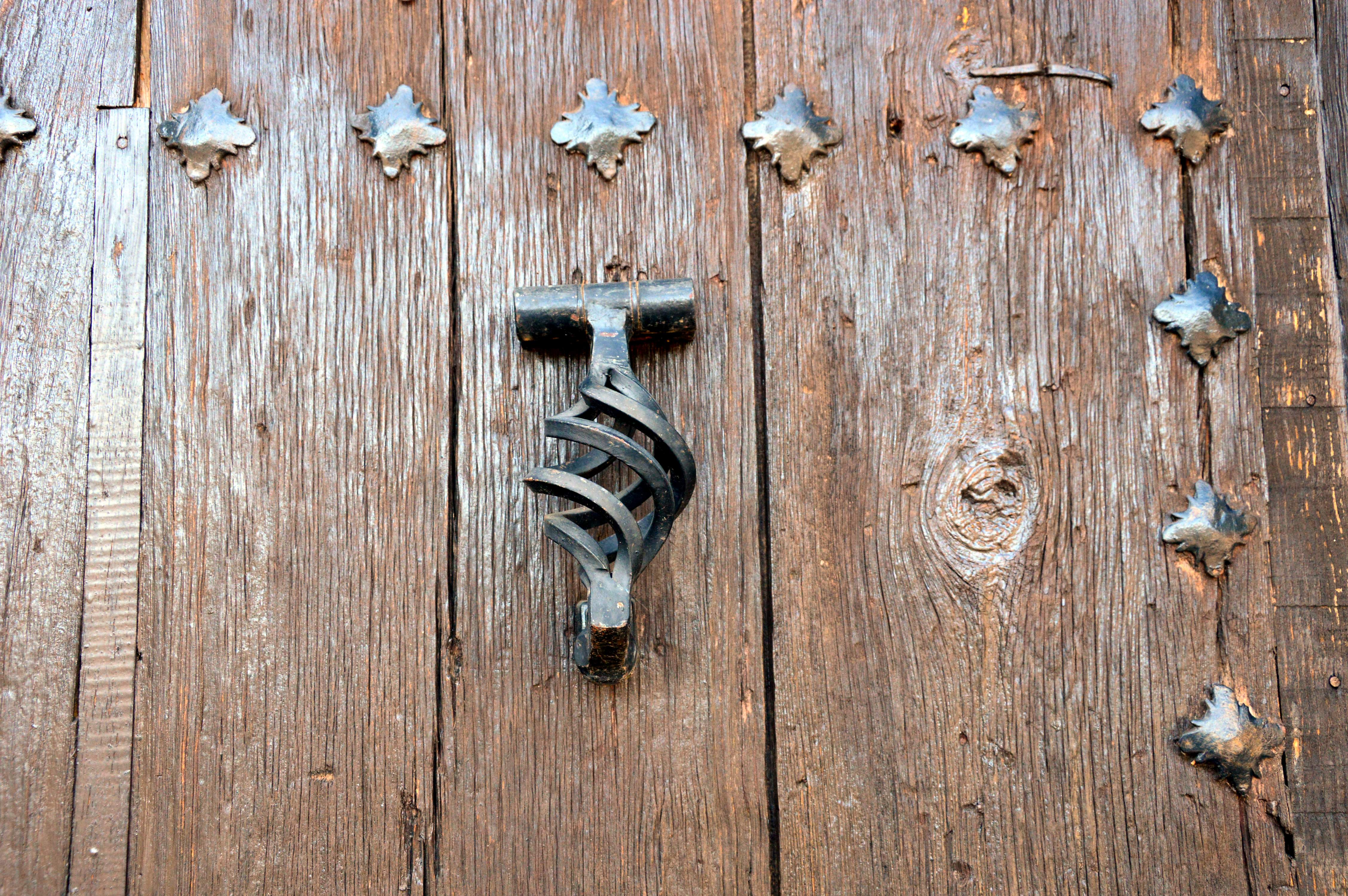
Detalle de herraje y clavos de forja en la puerta de entrada de la Ermita de la Virgen de Gracia (Castielfabib, Valencia), 2018.
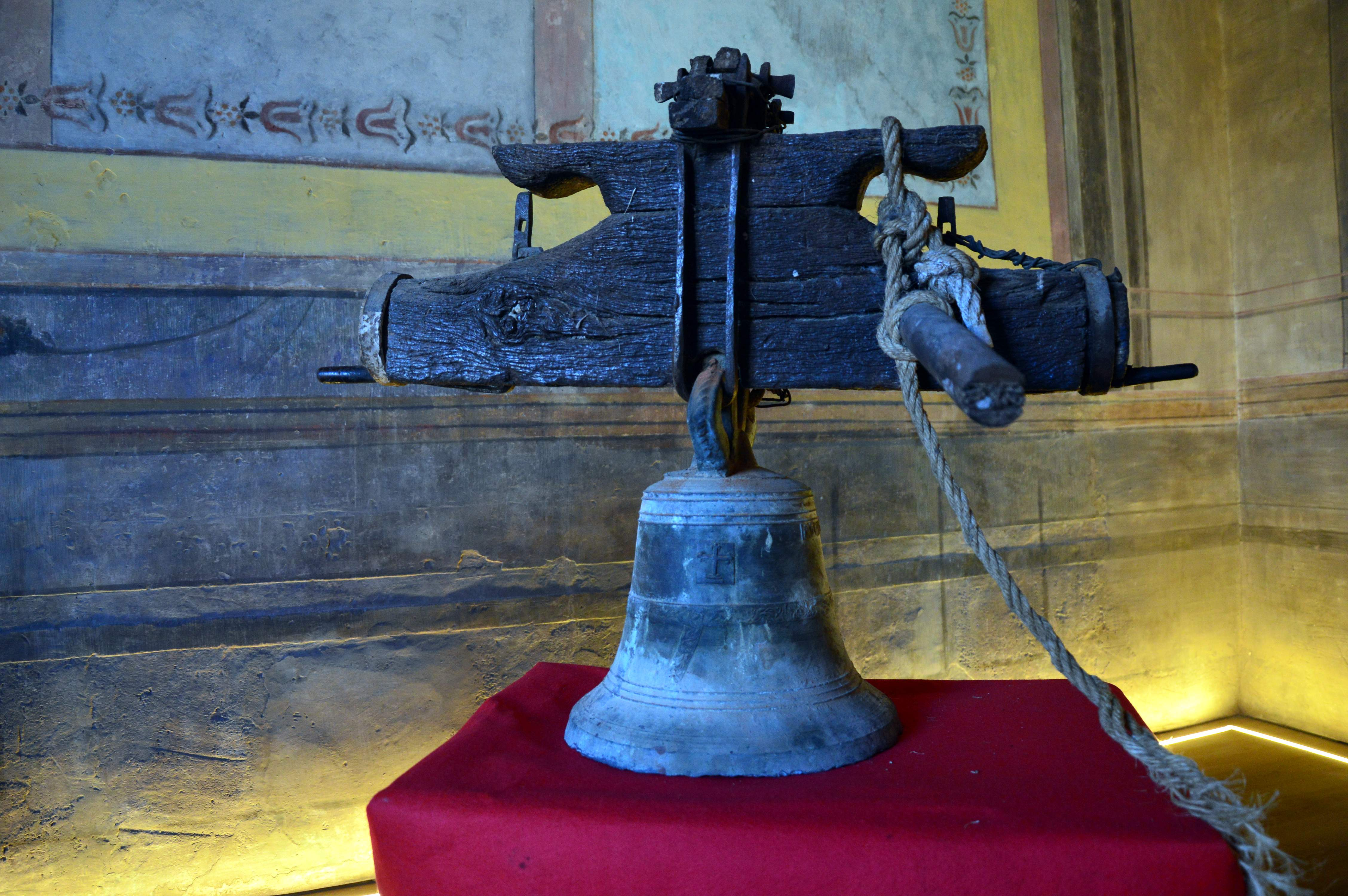
Campana "María" (ca.1550), perteneciente a la Ermita de la Virgen de Gracia (Castielfabib, Valencia), expuesta en la Casa de la Villa (2018).
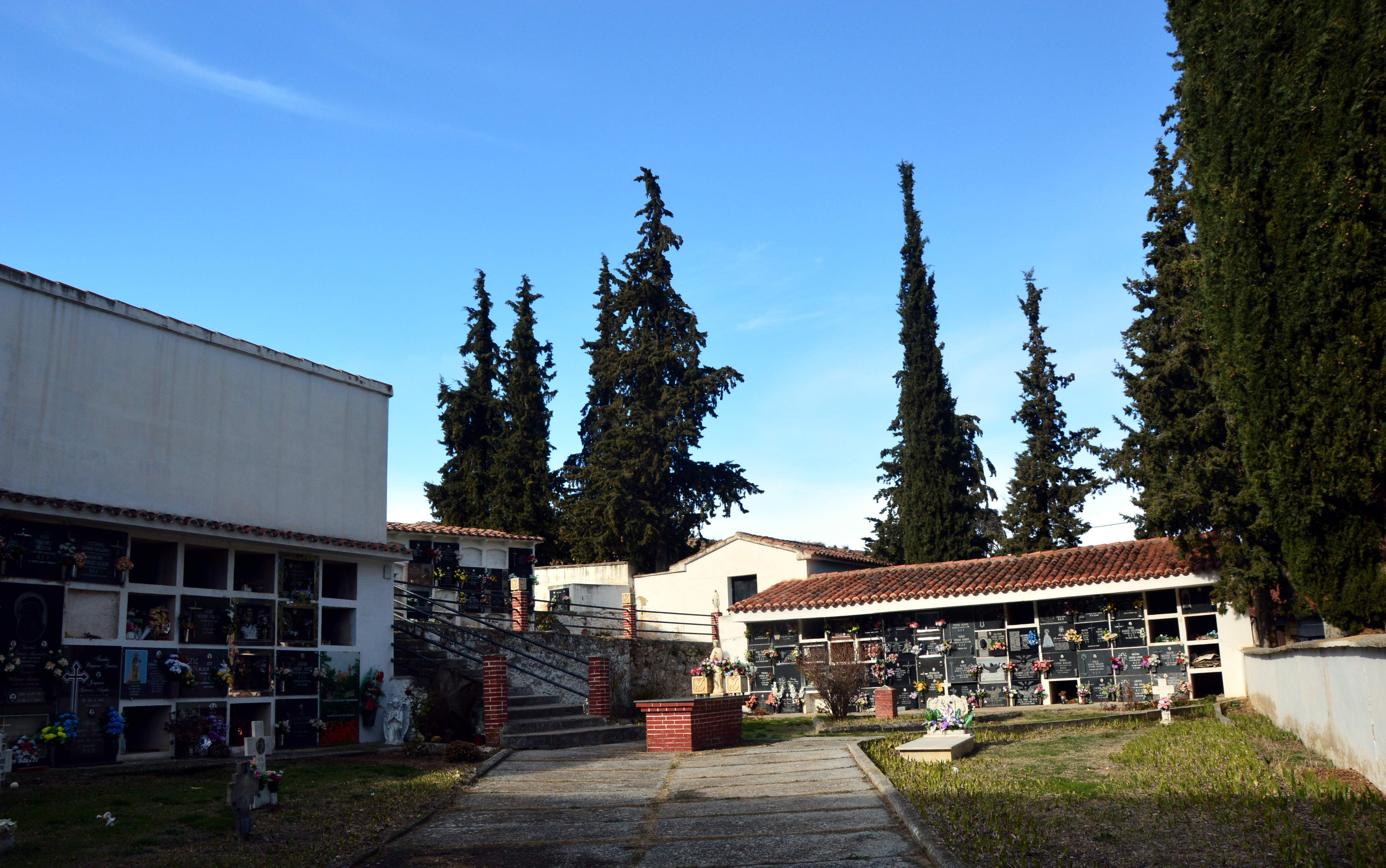
Interior del Cementerio Municipal de Castielfabib, anexo a la Ermita de la Virgen de Gracia (2018).